# Apamea semilunata
Apamea inordinata là một loài bướm đêm trong họ Noctuidae.

## Hình ảnh

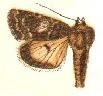